# Haley Jacob
Haley Jacob (4 dicembre 1990) è una pallavolista statunitense.
Gioca nel ruolo di libero nel Rabitə Bakı Voleybol Klubu.

## Carriera
La carriera di Haley Jacob inizia a livello scolastico, nella formazione della Clear Creek High School. Terminate le scuole superiori, gioca anche a livello universitario, prendendo parte alla Division I NCAA dal 2009 al 2012 con la University of Oregon, raggiungendo la finale NCAA durante il suo senior year.
Nella stagione 2013-14 inizia la carriera professionistica in Svizzera, dove gioca col Turn- und Sportverein Düdingen in Lega Nazionale A, mentre nella stagione successiva approda nella Superliqa azera, difendendo i colori del Rabitə Bakı Voleybol Klubu col quale si aggiudica lo scudetto.

## Palmarès

### Club
- Campionato azero: 1

2014-15